# صمغ لادن

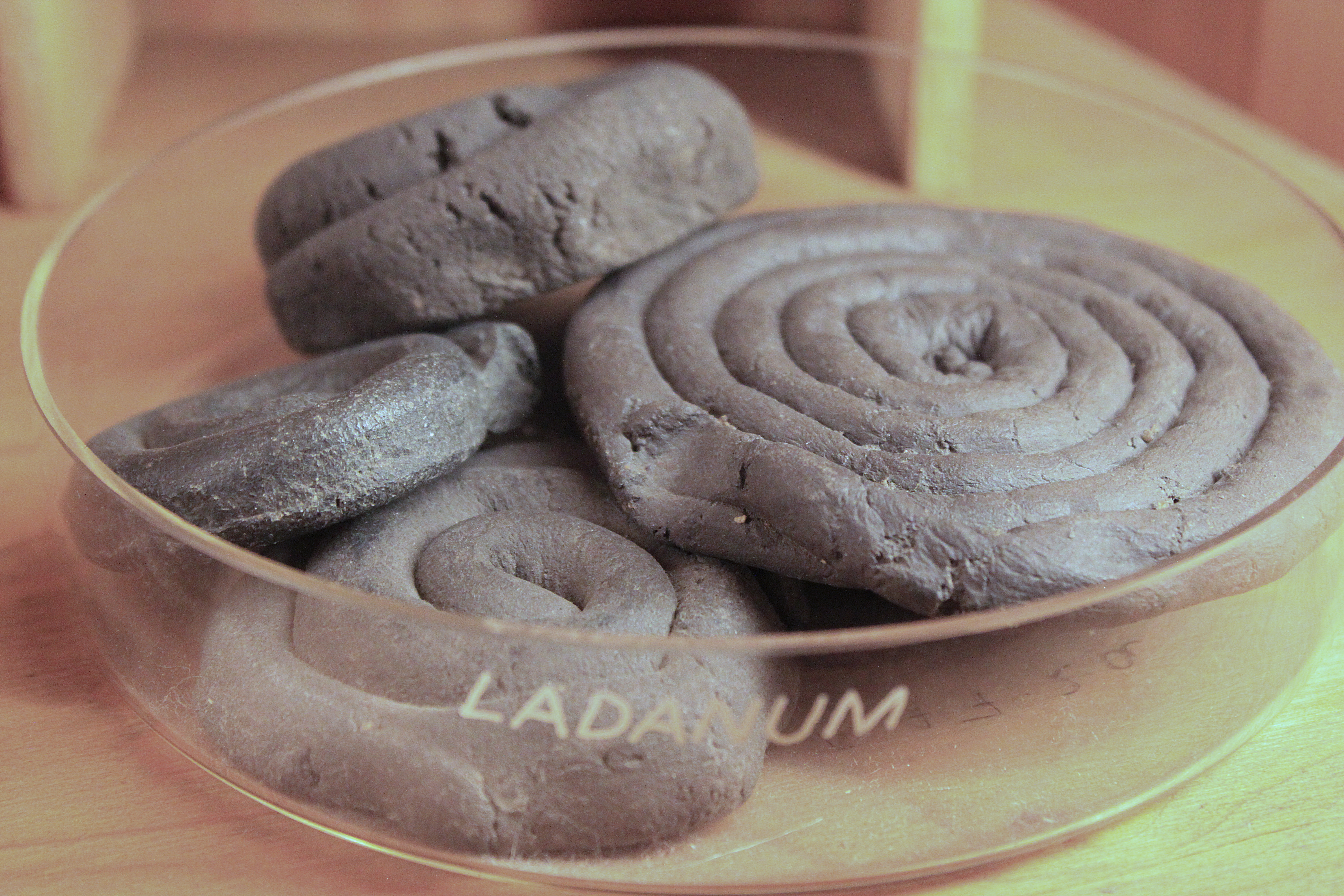
صمغ خشک شده لادن که مصارف طب سنتی دارد.

صمغ لادن یک صمغ رزینی هست که (به انگلیسی: Labdanum) گفته می‌شود و لادانوم، لادان یا لادانون نیز نامیده می‌شود، رزین قهوه‌ای چسبناکی است که از درختچه‌های Cistus ladanifer بومی دریای مدیترانه غربی و Cistus creticus
بومی دریای مدیترانه شرقی، از گونه‌های رز به دست می‌آید. از گذشته در طب سنتی استفاده می‌شد و هنوز هم در تهیه برخی عطرها و ورموت‌ها استفاده می‌شود.